# Menkaure
Menkaure ali Menkaura (egipčanska transliteracija mn-k3w-Rˁ, helenizirano starogrško Μυκερίνος, Mikerinos) je bil faraon  iz Četrte dinastije Starega egipčanskega kraljestva. Bolj znan je po njegovih heleniziranih imenih  Mikerínos (grško Μυκερίνος, Herodot) in Menkeres (Maneton). Po Manetonu je bil neposredni naslednik faraona Bake (Biheris), arheološke najdbe pa kažejo, da je bil njegov predhodnik faraon Kafre (Kefren).  Menkaure je postal slaven zaradi njegove grobnice, Menkaurejeve piramide v Gizi, in čudovitih kipov triad, na katerih je upodobljen s svojima ženama Rekhetre in Kamerernebti. 

## Družina
Menkaure je bil Kefrenov sin in Keopsov vnuk. Napis na nožu iz kremena, najdenem v Menkaurejevem  pogrebnem templju, omenja faraonovo mater  Kamerernebti I. Domneva se, da je imel Menkaure  najmanj dve ženi:
- Kraljico Kamerernebti II., hčerko kraljice Kamerernebti I. in mater faraonovega sina  Kuenreja. Lokacija Kuenrejeve grobnice kaže, da je bil resnično Menkaurejev in Kamerernebtin sin.[2][3]
- Kraljico Rekhetre, ki je bila Kefrenova hčerka.[2]

Menkaure ni imel veliko dokazanih otrok.
- Kuenre je bil sin kraljice Kamerernebti II. Menkaureja ni nasledil omenjeni princ in najstarejši sin, ampak mlajši sin Šepsesfaf.[4]
- Šepseskaf
- Sekemre
- hčerka, ki je po Herodotu umrla v zgodnjem otroštvu. Po smrti je bila v izjemno okrašeni dvorani v palačnem kompleksu v Saisu položena v znotraj pozlačeno krsto v obliki klečeče krave, prekrite z rdečim okrasjem. Vrat in rogovi krave so bili pozlačeni.[5]
- Kentkaus I. je bila morda Menkaurejeva hčerka.[6]

Na Menkaurejevem dvoru je bilo več njregovih polbratov. Nebemaket, Duaenre, Nikaure in Iunmin so bili njegovi vezirji. Njegov mlajši brat je postal vezir po Menkaurejevi smrti.

## Vladanje
Dolžina Menkaurejevega vladanja ni zanesljiva. Zgodovinar Maneton mu pripisuje 63 let vladanja, kar je zagotovo pretirano. Torinski seznam kraljev je na mestu, kjer bi morala biti leta njegove vladavine, poškodovan, vendar omogoča rekonstrukcijo "..?.. + 8 let vladanja". Egiptologi domnevajo, da zapis pomeni 18 let, s čimer se večina strinja. Izvirni grafit enega od delavcev govori o "letu po 11. štetju živine". Če so bila štetja živine vsako drugo leto, kar je bilo v navadi najmanj do faraona Sneferuja, je Menkaure vladal 22 let.
Leta 2013 je bil ob vhodu v mestno palačo v Tel Hazorju odkrit fragment Menkaurejeve sfinge.

## Piramidni kompleks
Menkaurejeva piramida v Gizi se imenuje Netjer-er-Menkaure, kar pomeni Menkaure je božanski. Piramida je najmanjša od treh piramid v Gizi. Njena osnovnica meri 103,4 m, višina pa 65,5 m. Ob njej so tri pomožne piramide, včasih označene z G-IIIa (vzhodna), G-IIIb (srednja) in G-IIIc (zahodna). V kapeli ob piramidi G-IIIa so odkrili kip kraljice. Piramide so bile morda namenjene Kefrenovim kraljicam. V eni od njih je bila morda pokopana Kamerernebti II.

### Tempelj v dolini
Tempelj v dolini je zgrajen večinoma iz blatnih zidakov. V Peti in Šesti dinastiji je bil tempelj povečan. Iz njega izhajajo slavni kipi Menkaureja z njegovo ženo in različnimi božanstvi. Mednje spadajo tudi:
- Nomska triada: sedeča Hator, gospodarica Sikomore, faraon  in boginja Zajčjega noma, brusnik (Bostonski muzej 09.200)
- Nomska triada: faraon, Hator, gospodarica Sikomore, in bog Tebanskega noma, brusnik (Kairski muzej 40678)
- Nomska triada: faraon, Hator, gospodarica Sikomore, in boginja Šakalskega noma, brusnik (Kairski muzej 40679)
- Nomska triada: faraon, Hator, gospodarica Sikomore, in boginja Netopirskega noma, brusnik (Kairski muzej 46499)
- Nomska triada, faraon, Hator in stoječ bog noma, brusnik (srednji del Bostonski muzej 11.3147, faraonova glava bruseljski Kraljevi muzej E. 3074)
- Dvojni kip: faraon in žena Kamerernebti II., brez napisa, brusnik (Bostonski muzej 11.1738)
- Sedeči faraon v naravni velikosti, fragmentiran, alabaster (Kairski muzej 40703)
- Sedeči faraon, spodnji del, fragmentiran, alabaster (Bostonski muzej 09.202)

### Pogrebni tempelj
V tem templju so odkrili več kipov in fragmentov kipov. Zanimiva najdba je fragment šibe kraljice Kamerernebti I., ki je zdaj v bostonskem Muzeju lepih umetnosti. Na fragmentu je napis, da je bila faraonova mati.

### Sarkofag
Leta  1837 sta angleški častnik Richard William Howard Vyse in inženir John Shae Perring začela izkopavati v notranjosti Menkaurejeve piramide. V glavni komori piramide sta odkrila velik sarkofag iz bazalta, dolg 244 cm, širok 91 cm in visok 89 cm. Okrašen je bil v slogu palačne fasade in brez napisov. V sosednjem prostoru sta našla fragmente lesene krste z Menkaurejevim imenom in del okostja, zavitega v grobo tkanino. Sarkofag sta z ladjo poslala v London, trgovska ladja Beatrice pa se je po odplutju z Malte 13. oktobra 1838 izgubila. Druge najdbe in fragmenti krste so bili poslani z drugo ladjo in so zdaj na ogled v Britanskem muzeju. 
Domneva se, da je bila krsta nadomestek, ki so ga izdelali v mnogo kasnejšem saitskem obdobju skoraj 2000 let po faraonovem pokopu. Analiza kosti je pokazala, da so še mlajše – iz koptskega obdobja v 1. stoletju pr. n. št.

## Zapisi iz kasnejših obdobij
Po Herodotu je bil Menkaure sin faraona Kufija (Keops) in lajšal trpljenje, ki ga je prebivalcem Egipta povzročil njegov oče.  Herodot dodaja, da ga je doletelo več nesreč: hčerka, katere truplo so odkrili v leseni kravi, je umrla pred njim, v preročišču Buto pa so mu prerokovali samo šest let vladanja, vendar je zaradi svoje zvijačnosti prelisičil prerokbo in vladal dvanajst let..

## Galerija
- Kolosalen Menkaurejev kip iz alabastra, Bostonski muzej lepih umetnosti
- Kip Menkaureja in kraljice Kamerernabti II. iz brusnika, Bostonski muzej lepih umetnosti
- Menkaurejeva piramida v Gizi
- Menkaure, ob njem boginj Hator in nomska boginja Bat (desno), brusnik,  Kairski muzej
- Fragmentiran kip triade Menkaure, boginja Hator (levo) in moški bog noma (desno), Bostonski muzej lepih umetnosti
- Fragmentiran Menkaurejev kip iz alabastra, Bostonski muzej lepih umetnosti
- Risba fragmenta antropoidne krste z imenom faraona Menkaureja, ki jo je narisal in objavil Richard Vyse leta 1840
- Menkaure, Hator in pobožen nom Anput